# Jacob Cornelis van Staveren

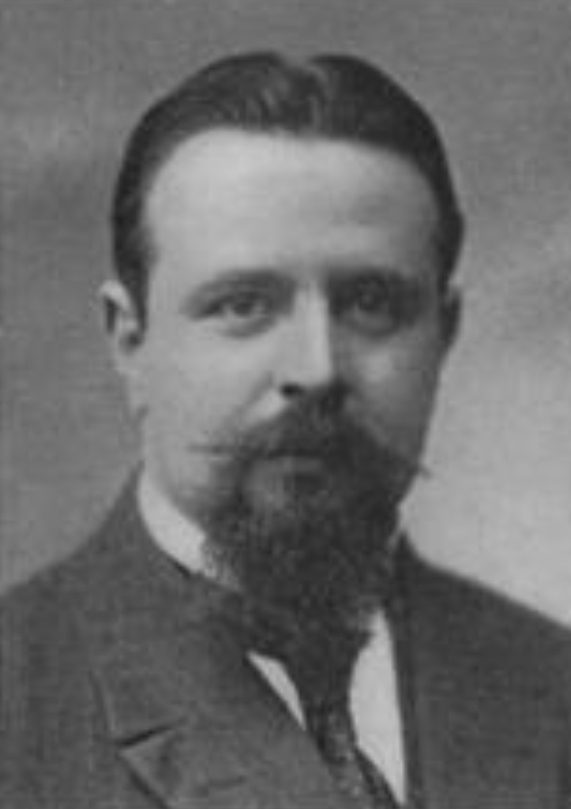
Jacob Cornelis van Staveren

Jacob Cornelis van Staveren (* 22. Oktober 1889 in Amsterdam; † 23. Januar 1979 in Arnheim) war ein niederländischer Ingenieur für Elektrotechnik. 

## Leben
In Maastricht arbeitete er im Büro der Kommission für Hochspannungslinien. Er heiratete Wilhelmina Maria Krempel (* 1889 in Elberfeld; † 1965). Nachdem 1927 in Arnheim die KEMA (Keuring van Elektrotechnische Materialen te Arnhem) gegründet worden war, wurde er hier Direktor. 

## Veröffentlichungen
- Jacob Cornelis van Staveren: Electrisch koken. Arnhem : Centraal Bureau van de Vereeniging van Directeuren van Electriciteitsbedrijven, Arnhem 1933 (niederländisch).
- The development of nuclear energy in relation to the resources of nuclear materials; Arnhem, N.V. tot Keuring van Electrotechnische Materialen, 1964.
- Cable-testing laboratories of KEMA; Arnhem, N.V. tot Keuring van Electrotechnische Materialen, 1963